# Famiglia Toptani
La famiglia Toptani è stata una delle famiglie principali della nobiltà albanese di epoca ottomana, a partire dal XVII fino all'inizio del XX secolo.

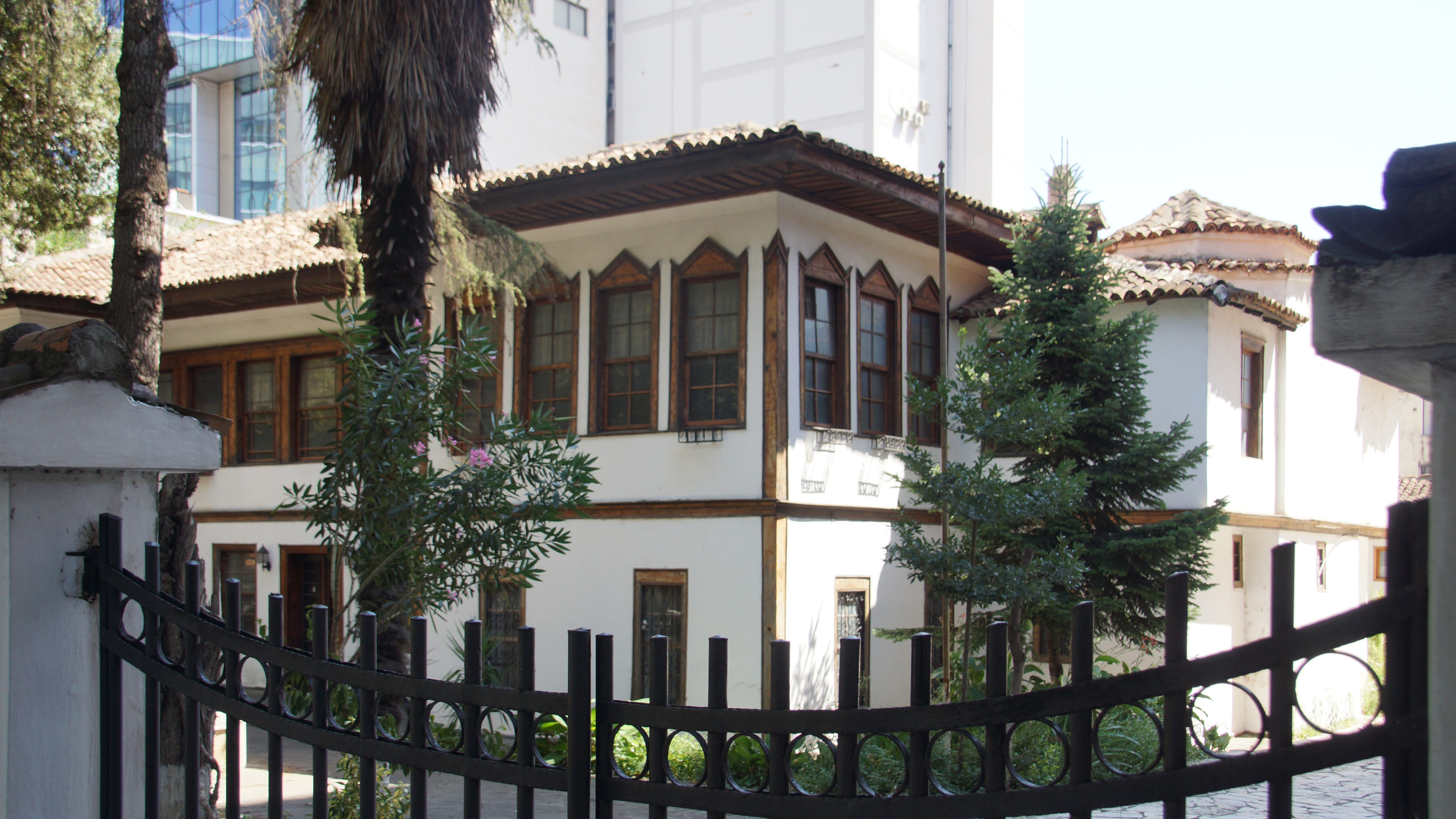
Villa Toptani a Tirana, veduta esterna dell'harem.

## Storia
Dopo la conquista ottomana di quella che oggi è l'Albania, durante il XV secolo, la famiglia Toptani fu tra quelle elevate a nobiltà locale dagli ottomani, che intendevano istituire una gerarchia locale per meglio controllare i territori conquistati.
Secondo Essad Pasha Toptani, uno dei capofamiglia del XX secolo, la famiglia Toptani discendeva dall'antica famiglia Thopia e il loro nome deriva dalla parola turco-ottomana "top" (cannone), e si riferisce al fatto che la famiglia possedesse un cannone quando l'artiglieria era ancora rara, segno di prestigio e ricchezza.
Inizialmente residenti a Krüje, vicino Durazzo, la famiglia Toptani si trasferì a Tirana nel XVII secolo, nel contesto dello sviluppo della mezzadria albanese, quando le principali elité locali (siphai) emigrarono dalle zone rurali alle città.
Divennero rapidamente fra i maggiori tenutari della zona, e lo rimasero fino alla metà XX secolo, con possedimenti per un totale di 50mila ettari fra Tirana e Durazzo. Persero la maggior parte del patrimonio durante seconda guerra mondiale che vide l'invasione italiana e il rovesciamento della monarchia.
Attualmente, la villa principale della famiglia, a Tirana, è stata trasformata in un museo storico culturale.

## Membri notevoli
I membri più rilevanti della famiglia Toptani includono:
- Abdi Toptani, firmatario della Dichiarazione di indipendenza albanese;
- Essad Pasha Toptani, ufficiale e politico;
- Fuat Toptani, politico e sindaco di Tirana;
- Gani Toptani, militare e aiutante di campo del sultano ottomano Abdülhamid II;
- Murad Toptani, nazionalista e attivista nel movimento del Risveglio nazionale albanese;
- Sadije Toptani, Regina Madre di Albania, madre di Zog I.